# Fräkentjärnen (Ytterhogdals socken, Hälsingland)
Fräkentjärnen är en sjö i Härjedalens kommun i Hälsingland och ingår i Ljusnans huvudavrinningsområde.